# Tecknens rike
Tecknens rike är en bok skriven av sinologen Cecilia Lindqvist, utgiven 1989 på Bonniers. Boken vann Augustpriset det år den gavs ut. Den har översatts, utom till europeiska språk, också till kinesiska, japanska och koreanska.

## Innehåll
Boken behandlar det kinesiska skriftsystemet och hur man rekonstruerat dess historiska utveckling med hjälp av arkeologiska fynd. 
Med utgångspunkt i de kinesiska tecknen beskrivs också den flertusenåriga kinesiska kulturen och historien.